# Marginella melvilli
Marginella melvilli is een slakkensoort uit de familie van de Marginellidae. De wetenschappelijke naam van de soort is voor het eerst geldig gepubliceerd in 1913 door Tomlin & Shackleford.
Dit zeeslakje is endemisch in Sao Tomé en Principe.